# Gustav Lærum
Gustav Lærum, né le 2 juin 1870 à Fet et mort le 21 mai 1938, est un illustrateur satirique et sculpteur norvégien.
Il a fait des illustrations pour les magazines Korsaren, Tyrihans, Vikingen, ainsi que pour le journal Verdens Gang. Certaines de ses illustrations paraissent dans le Fra Uret til Grand, Norske Politici, et Skyggebilder. Il a également sculpté les bustes des premiers ministres Johan Sverdrup, Jørgen Løvland, et Gunnard Knudsen,.